# Dumy moje, dumy moje

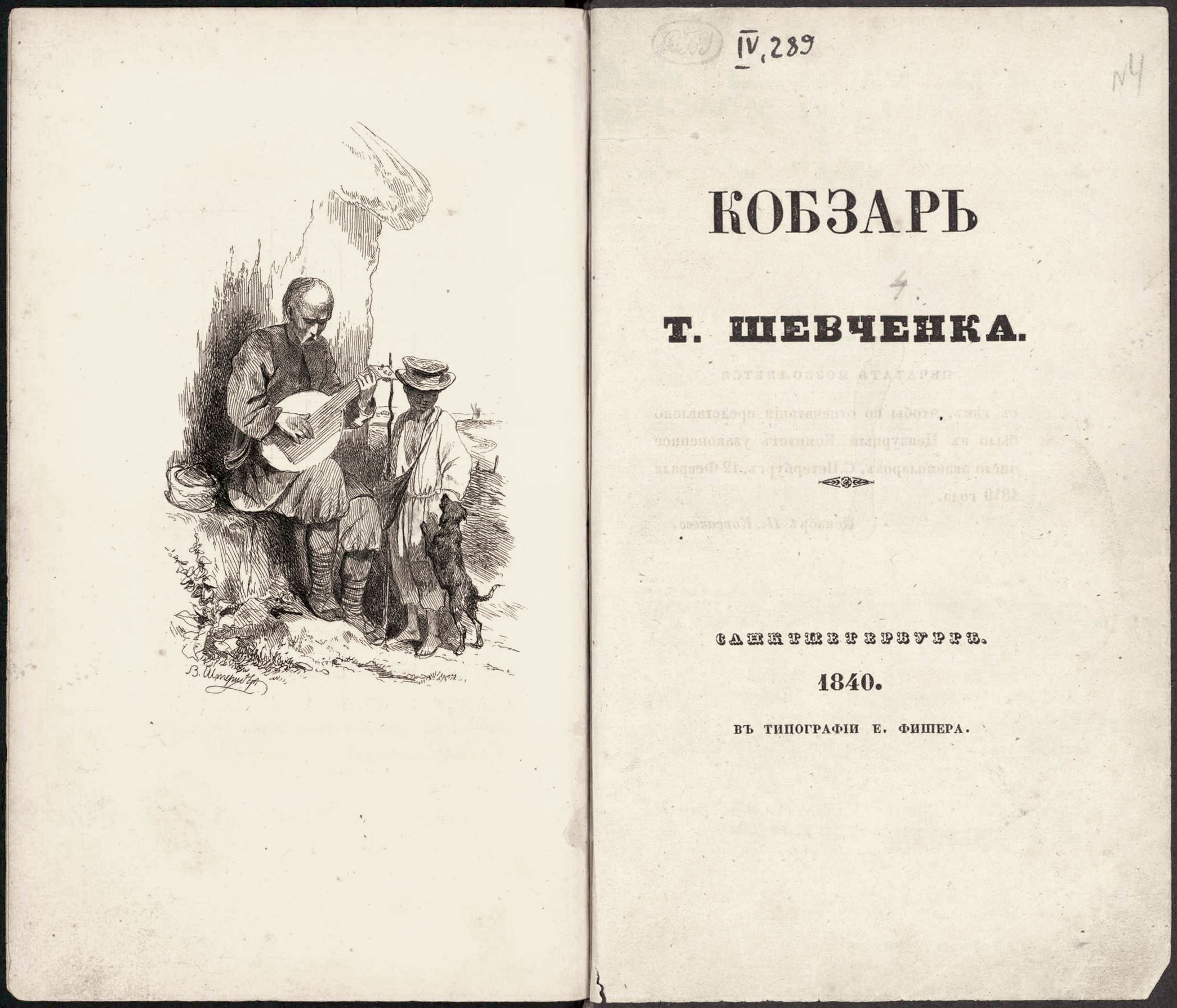
Karta tytułowa pierwszego wydania Kobziarza. Wiersz [Dumy moje, dumy moje] był wstępnym utworem tego zbioru wierszy

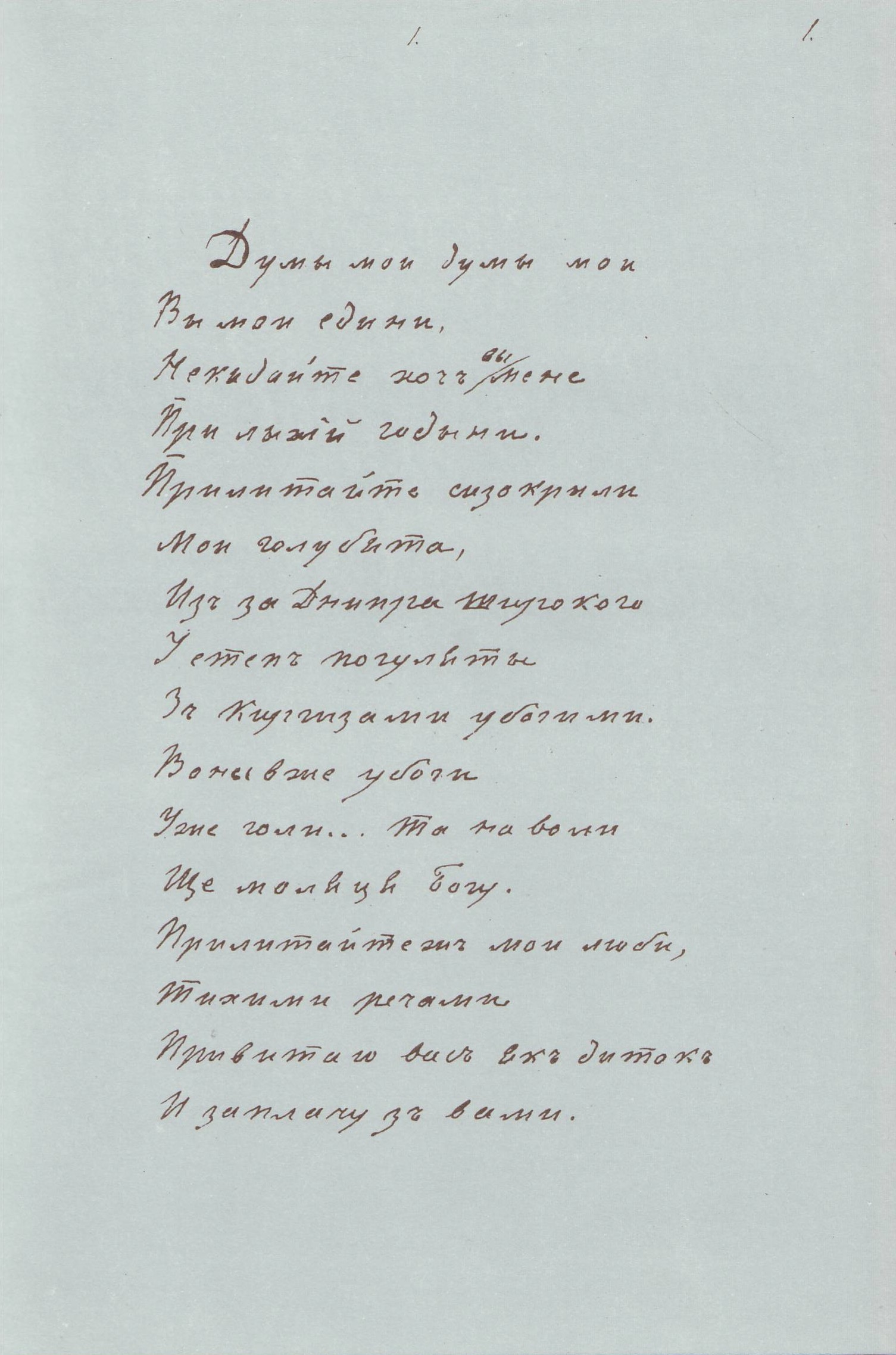
Autograf wiersza

[Dumy moje, dumy moje] (oryg. ukr. Думи мої, думи мої) – wiersz Tarasa Szewczenki z końca 1839 lub początku 1840. Po raz pierwszy wydrukowany w tomie Kobziarz w 1840 roku, jako utwór wstępny do całego zbioru. 

## Okoliczności powstania utworu
Wiersz wiąże się z refleksją Szewczenki nad zadaniami poety, jaka jest widoczna w wielu jego utworach pierwszego okresu twórczości (Perebendia, Noc Tarasa). Równocześnie utwór, jako wstępne dzieło Kobziarza, miało odegrać rolę programową w odniesieniu do całości tomu, wskazując rolę poety, jaką on wyraża, zaś poprzez użycie formy poetyckiej nawiązującej do ludowości - potwierdzić anonimową twórczość ludowych artystów jako główną inspirację dla patriotycznych twórców ukraińskich. 

## Treść
Podmiot liryczny, poeta, żali się na swój ciężki los, zwracając się do napisanych właśnie utworów - dumek. Jest zrozpaczony z powodu własnej wrażliwości, która podyktowała mu te dzieła. Ich tworzenie - ze względu na ich treść - było dla niego ogromnie bolesne, co gorsza nikt nie był w stanie zrozumieć jego uczuć. Wreszcie poeta wzywa dumy, by „leciały na Ukrainę” i tam znalazły godne przyjęcie, szacunek i zrozumienie. 

## Cechy utworu
[Dumy moje, dumy moje] nawiązują do pieśni ludowych głównie w kwestiach formalnych - poprzez typową dla ludowej poezji ukraińskiej wersyfikację (czternasto- i dwunastozgłoskowiec), liczne powtórzenia, pytania retoryczne, konwencję skargi i żalu. Podmiot liryczny utworu, poeta, jest pełen smutku i przygnębienia, nie czuje dumy z powodu posiadanego talentu. Wręcz przeciwnie - posiadana wrażliwość na nieszczęście swojego kraju staje się jedynie przyczyną jego ciągłego żalu, którego nikt nie jest w stanie zrozumieć. Tylko poznanie jego twórczości przez lud, jej dotarcie do szerszych kręgów społecznych, może ukoić jego żal. W utworze nie padają jednoznaczne odniesienia do roli poezji jako wezwania do działania, jakie w przyszłości będą uzupełniać podobne dzieła (np. Testament).
Wiersz był tłumaczony na język polski przez Stanisława Grudzińskiego, Sydora Twerdochliba, Stefana Żeromskiego oraz fragmentarycznie przez Władysława Syrokomlę i Leonarda Sowińskiego. 